# حسین بن خرمیل
عزالدین حسین بن خَرمیل غوری، که معمولاً به نام ابن خرمیل شناخته می‌شود، یک سردار ایرانی از سلسله غوریان بود که بعداً حاکم نیمه‌مستقل هرات و مناطق اطراف آن شد.

## خاستگاه و اوایل کار
حسین از اهالی گُرزیوان در گوزگان و فرزند خرمیل، از سردارهای غوریان بود که در جنگ علاءالدین حسین علیه بهرام‌شاه، حاکم غزنوی، نقش مهمی ایفا کرد. از حسین برای اولین بار در منابع به عنوان یکی از رهبران تهاجم غوریان به هند یاد شده‌است. 
سلطان معزالدین محمد در سال ۱۱۸۵، حسین را به فرمانروایی سیالکوت، شهری در شمال پنجاب، گمارد. بعداً در سال ۱۱۹۴، حسین به همراه یک سردار غوری دیگر به نام قطب‌الدین ایبک، رهبران یک یورش در قسمت شرقی جلگه سند و گنگ بودند. در طول این حمله، آن‌ها با قاطعیت حاکم نارایان را شکست دادند. 

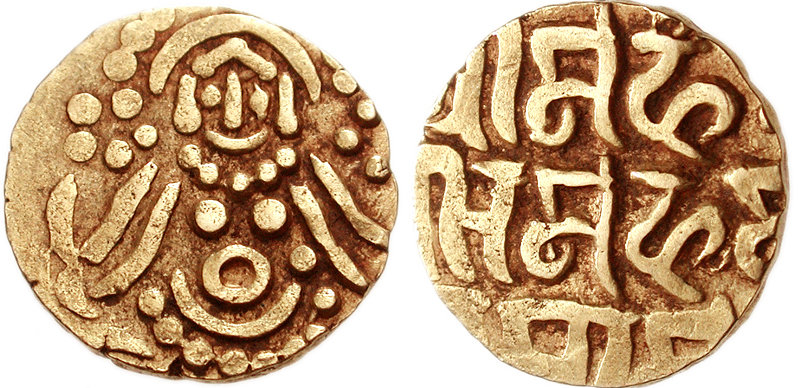
سکه معزالدین محمد غوری.

در حدود ۱۱۹۸، حسین، همراه با شاهزاده غوری، نصیرالدین محمد خرنک، در کمین لشکر قراختایی که قبلاً قسمت شمالی امپراتوری غوریان را غارت کرده بود، قرار گرفت. در سال ۱۲۰۲، برادر معزالدین که همراه او فرمانروایی می‌کرد، یعنی غیاث الدین محمد، رهبر غوریان، بر اثر بیماری درگذشت و معزالدین به عنوان رهبر دودمان غوریان جانشین وی شد. اما اندکی پس از مرگ غیاث، علاءالدین محمد خوارزمشاه به مملکت غوریان حمله کرد و هرات را محاصره کرد. معزالدین همراه با حسین به سرعت از هرات به سوی محمد شتافت و سپس او را تا خوارزم تعقیب کرد، جایی که سپاه غوریان، پایتخت خوارزمیان، گُرگانج را محاصره کردند.
با این حال، محمد از سر ناامیدی از خانات قراختایی درخواست کمک کرد که سپاهی را برای کمک به محمد فرستاد. معزالدین، به دلیل آزار و اذیت قراختایی‌ها، مجبور شد از محاصره دست بکشد و سپاهیان خود را به غور، موطن خود، واپس ببرد. اما سپاه غوری بعداً در کمین خوارزمیان قرار گرفت و در سال ۱۲۰۴ در اندخود شکست خورد. اگرچه بسیاری از سپاهیان غوری در جریان نبرد کشته شدند، معزالدین موفق به فرار شد و حسین به همراه ۵۰۰۰ سرباز خصوصی خود نیز موفق شد بگریزد. حسین بعدها به عنوان والی هرات و طالقان منصوب شد. 

## استقرار، اقتدار و مرگ
پس از مرگ معزالدین در سال ۱۲۰۶، پادشاهی غوریان به سرعت افول کرد. در همین دوره، حسین از غوریان اعلام استقلال کرد و شروع به تقویت دفاعیات هرات کرد. با این حال، در سال ۱۲۰۸، محمد مجدداً به غوریان حمله کرد و حسین را مجبور کرد که به فرمانروایی خوارزمیان اعتراف کند. با این حال، در حالی که محمد در حال نفوذ به اعماق قلمرو غوریان بود، به‌دست قراختایی‌ها شکست خورد و اسیر شد. این امر به حسین فرصت داد تا مخفیانه با غیاث‌الدین محمود، حاکم غوری، مذاکره کند. با این حال، مذاکره بی‌نتیجه ماند و غیاث‌الدین لشکری علیه حسین فرستاد که اما شکست خورد. در همین حال، محمد که به حسین بی‌اعتماد بود، عزالدین جلدیک را برای نظارت بر هرات فرستاد، اما مخفیانه دستور داد که جلدیک، حسین را اعدام کند. جلدیک به زودی حسین را دستگیر کرد، اما خواجه الصاحب وزیر حسین به سرعت در برابر خوارزمیان مقاومت کرد و بیعت خود را با غوریان تغییر داد. جلدیک سپس خواجه الصاحب را تهدید کرد که اگر حسین را متوقف نکند، او را خواهد کشت. با این حال، خواجه به مقاومت در برابر جلدیک، که به زودی باعث کشته شدن حسین شد، ادامه داد.